# 秋山竣
秋山 竣（あきやま しゅん、1995年10月6日 - ）は、ヒラタオフィス所属の子役、俳優。東京都生まれ。

## 出演作品

### テレビドラマ
- わが家の歴史（2010年） - 八女義男（昭和18年時） 役
- 日本のヴァイオリン王〜名古屋が生んだ世界のマエストロ 鈴木政吉物語〜（2016年2月14日、東海テレビ） - 鈴木鎮一（少年期） 役